# Victor Van Straelen
Victor Van Straelen (Antwerpen, 14 juni 1889 - Brussel, 29 februari 1964) was een Belgisch paleontoloog en geoloog. Van Straelen was van 1925 tot 1954 directeur van het Koninklijk Natuurhistorisch Museum van België. Als eerste Nederlandstalige lesgever in de Geologie aan de toenmalige Rijksuniversiteit Gent wordt hij gezien als de stichter van de Gentse Geologische School.

## Jeugd en opleiding
Van Straelen studeerde in Antwerpen aan de Allgemeine Deutsche Schule en aan het Koninklijk Atheneum. Hij was pas veertien toen zijn vader stierf en dat verplichtte hem uit werken te gaan. Hij kon echter blijven studeren en slaagde in zijn examens voor de middenjury, zodat hij in 1909 kon beginnen met universitaire studies aan de ULB. Op 20 juli 1914 behaalde hij het diploma van doctor in de natuurwetenschappen (scheikunde).
Bij de Duitse inval werd hij oorlogsvrijwilliger. Hij werd aangesteld als geoloog in de genie. Hij verliet het leger als onderluitenant.
In 1919 behaalde hij een tweede doctoraat in natuurwetenschappen (geologie). Hij werd assistent en in 1922 werkvoorbereider en conservator van de geologische collectie aan de ULB. In 1925 behaalde hij het speciaal doctoraat in de geologische wetenschappen en het aggregaat voor het hoger onderwijs.

## Museum voor Natuurwetenschappen
In 1925 werd hij tot directeur benoemd van het Koninklijk Museum voor Natuurwetenschappen en vervulde dit ambt tot aan zijn pensioen in 1954. Van Straelen slaagde erin de middelen, het personeelsbestand, de ambities en de collecties snel te doen groeien. Hij benoemde ook nieuwe afdelingshoofden voor de verschillende secties, zoals antropologie, van het museum. In 1929 richtte hij binnen het museum een educatieve dienst op, met als doel het museum bekend te maken bij het grote publiek. Daarnaast gaf hij de tijdschriften van het museum opnieuw uit. Er kwamen ook twee nieuwe zalen bij: in 1931 een zaal voor de ongewervelde fossielen en in 1941 een voor de fossiele planten. Ook de bibliotheek werd verder uitgebreid. Het Museum voor Natuurwetenschappen werd door Van Straelen aanzienlijk gereorganiseerd, waarbij hij zich vooral inzette voor het grondiger bestuderen van de paleontologische rijkdom van het land. Hij gaf de beslissende stoot voor het in kaart brengen van de bodem en de vegetatie in België. Hij slaagde erin om in 1933 fondsen te verwerven voor de restauratie en de inventarisatie van de skeletten van iguanodons. De restauratie werd afgerond in 1936. Tijdens de Tweede Wereldoorlog gingen de werkzaamheden in het museum gewoon door, met de beperkte middelen die ter beschikking stonden.

## Overzee
In 1928 vergezelde hij prins Leopold naar Nederlands Oost-Indië. Hij knoopte toen goede relaties aan met de toekomstige vorst en dit maakte dat hij voorzitter werd van het Instituut voor de nationale parken in Belgisch Congo, waar hij een actieve rol speelde.
Op 27 juli 1929 werd hij lid, in 1931 vicevoorzitter en in 1934 voorzitter van het Instituut van het Nationaal Albert Park van Congo. In 1930 was hij betrokken bij de oprichting van de Nederlandse Commissie voor Internationale Natuurbescherming. In 1932 maakte hij samen met koning Albert I een verkenningsreis door Congo.
Een Koninklijk Besluit van 26 november 1934 richtte het Instituut der Nationale Parken op, waarvan het Nationaal Albert Park deel uitmaakte. Hij werd er voorzitter van. Onder zijn leiding steeg het aantal beschermde regio’s. Hij creëerde ook een onderzoeksfonds, die het onderzoek naar deze nationale parken moest bevorderen. In 1938 maakte hij een inspectietocht door Congo.
Na de Tweede Wereldoorlog ging hij zich meer bezighouden met de internationale actie rond de bescherming van de natuur. Hij was een groot voorstander en verdediger van de integrale bescherming van het milieu. Hij nam deel aan alle internationale congressen over dit onderwerp. Hij was stichtend lid van de Commission internationale des Parcs nationaux de l’Union Internationale pour la Protection de la Nature.
Hij deed daarnaast verder onderzoek in tropische regio’s. Onder zijn invloed werd er door de Minister van Koloniën het Comité de Coordination pour les recherches hydrobiologiques du lac Tanganyika opgericht. Deze eenjarige missie (1946-1947) had de algemene verkenning van de fauna en flora van het meer tot doel. Ook het meer en zijn estuarium werden bestudeerd. Hij zorgde mee voor de financiering van gelijkaardige projecten met betrekking tot het Kivumeer, het Eduardmeer en het Albertmeer (1952-1954).
Daarnaast werd er door de Minister van Koloniën, opnieuw op voorstel van Van Straelen, de Association Mbizi opgericht om het oceanografisch onderzoek van de Afrikaanse kusten en het zeeleven aan de evenaar te bestuderen.
Hij was betrokken bij de oprichting van het Nationaal Instituut voor Landbouwstudies in Belgisch Congo (INEAC). Vanaf de oprichting in 1933 tot in 1958 maakte hij deel uit van de administratieve commissie en van het Directiecomité. Onder zijn impuls werd in 1946, het Comité voor de Opname van de Bodem- en Vegetatiekaart van België opgericht. Hij was de projectleider. Het project, dat startte in 1947, werd door het Instituut voor Wetenschappelijk Onderzoek in Nijverheid en Landbouw (IWONL) gesponsord. Het was René Tavernier die het project verder zou uitwerken en uitbreiden.
In 1959 werd op de Galapagoseilanden de Charles Darwin Foundation opgericht. De eerste president was professor Victor Van Straelen. De stichting had tot doel om het ecosysteem en de natuurlijke eilanden te beschermen. Zo trachtten ze de reuzenschildpadden in hun originele habitat te beschermen. Er vonden ook geregeld wetenschappelijke expedities plaats. Hij was ook verantwoordelijk voor de publicatie van de onderzoeksresultaten van de commissie Belgica, waarvan hij zelf lid was. Ook publiceerde hij de laatste wetenschappelijke rapporten van baron Adrien de Gerlache de Gomery.

## Paleontoloog
Als eigen onderzoeksterrein specialiseerde Victor van Straelen zich in fossiele schaaldieren. Over dit thema publiceerde hij een zestigtal artikels. Hij werd in 1928 belast met de cursussen paleontologie aan de Universiteit van Gent. Hij was van 1930 tot 1934 gewoon hoogleraar paleontologie aan de ULB. Samen met kanunnik Felix Damenet (1882-1964) richtte hij in 1943 de Association pour l’Etude de la Paléontologie et de la Stratigraphie houillère op.
Hij is vooral bekend als een verdienstelijk paleontoloog, gespecialiseerd in fossiele schaaldieren. Hij werd sterk beïnvloed door Jean Massart. Zijn doctoraat in scheikunde behandelde de wijziging van glauconiet, een natuurlijk silicaat van ijzer en kalium, vaak afkomstig uit het Mesozoïcum en het Kenozoïcum. Zijn doctoraat in de paleontologie behaalde hij met de publicatie: Contributions à l’étude des crustacés décapodes de la période jurassique. Hij was de auteur van twee volumes in de reeks Fossilium Catalogus. In deze volumes beschreef hij twee kreeftachtigen, namelijk de Eumalacostraca en de Phyllocarida. Zijn laatste publicatie over kreeftachtigen dateert van 1949.
Hij bezocht vaak grote bouwwerven, zoals deze van de tunnel onder de Schelde, om nieuwe fossielen te vinden. In Nederlands-Indië maakte hij van de reis in 1927-28 gebruik om interessante specimens te verzamelen voor de collectie van het Museum. Hij schreef ook een van de zes volumes met de wetenschappelijke resultaten van de missie. De reis zelf werd door Victor Van Straelen beschreven in een vulgariserend werk: De reis door de Indische Archipel door Prins Leopold van België.
De Association pour l’Etude de la Paléontologie et de la Stratigraphie houillère werd opgericht door Victor Van Straelen om de Belgische steenkoolbekkens te bestuderen. Deze vereniging stelde geologen, paleontologen en ingenieurs te werk. Zo bestudeerden de paleontologen het fossiele materiaal dat werd teruggevonden in deze bekkens. In 1959 werd deze organisatie opgedoekt en werd het personeel getransfereerd naar een nieuw onderzoekscentrum, het Centre national de géologie houillère.

## Andere activiteiten
- Van Straelen werd in 1937 lid van de Koninklijke Commissie voor monumenten en landschappen.
- In 1930 werd hij corresponderend lid van de Académie royale des Sciences, des Lettres et des Beaux-Arts de Belgique. Hij werd gewoon lid in 1937 en directeur in 1950.
- Hij was lid van de Koninklijke Academie voor Overzeese Wetenschappen.
- In 1931 werd hij lid van de administratieve raad van het Nationaal Fonds voor Wetenschappelijk Onderzoek
- Hij was lid van de administratieve raad van het Wetenschappelijk Station Jungfrau
- afgevaardigde van het Ministerie van Onderwijs in het Maritiem Instituut in Oostende (1932)
- lid van het redactiecomité van het Palaeontologisches Zentralblatt
- lid van de internationale commissie voor de studie van de menselijke fossielen
- lid van de Geologische Raad
- lid van de Toezichtsraad van de Koninklijke Bibliotheek van België
- buitenlands corresponderend lid van de Zoological Society of London.

Na zijn dood legateerde zijn weduwe van Straelen-Poirier, een bedrag bestemd voor de studie van secundaire en tertiaire oppervlakten. Prijzen werden toegekend door de Société géologique de France.

## Koningskwestie
Sinds de reis in Indonesië was Van Straelen bevriend met Leopold III en bezocht hem in Laken tijdens de Tweede Wereldoorlog.
In 1943 vond een gesprek plaats onder vier ogen, waarbij van gedachten werd gewisseld over wat de koning het beste zou doen wanneer de geallieerden het pleit wonnen, meer bepaald wanneer een landing vanuit Engeland deze overwinning naderbij zou brengen. Moest hij onderduiken nog tijdens de Duitse bezetting, of afwachten? Moest hij meewerken aan zijn te verwachten deportatie naar Duitsland, eenmaal de geallieerden zouden naderen? Voor en tegen werd overwogen en na het onderhoud schreef Van Straelen een omstandig verslag. Hij liet hierin verstaan dat de koning het liefst niet in België zou zijn op het ogenblik van de Bevrijding. Het opgestelde verslag bereikte de regering in Londen.
Toen in juli 1945 de koningskwestie in volle hevigheid woedde, las eerste minister Achiel Van Acker stukken uit de nota van Van Straelen voor in het parlement. Hieruit moest blijken (maar vele jaren later werd aangetoond dat Van Acker de tekst van Van Straelen had verdraaid) dat de koning met de Duitsers had meegewerkt om zijn deportatie en die van zijn familie te organiseren.
Van Straelen kwam aldus op het voorplan in de strijd rond de koning. Tegenstanders van de koning loofden de man die, ondanks zijn vriendschap met Leopold, de waarheid had aan het licht gebracht. De voorstanders van de koning wezen naar de logevriendschap van Achiel Van Acker en Van Straelen en veroordeelden dat hij zijn koninklijke 'vriend' een dolksteek had toegebracht.

## Publicaties
- Lijst met publicaties in: François Stockmans, "Van Straelen Victor", in: Annuaire Académie royale de Belgioque, Brussel, ARB, 1973, p. 73-90.